# Орлёнок (велосипед)

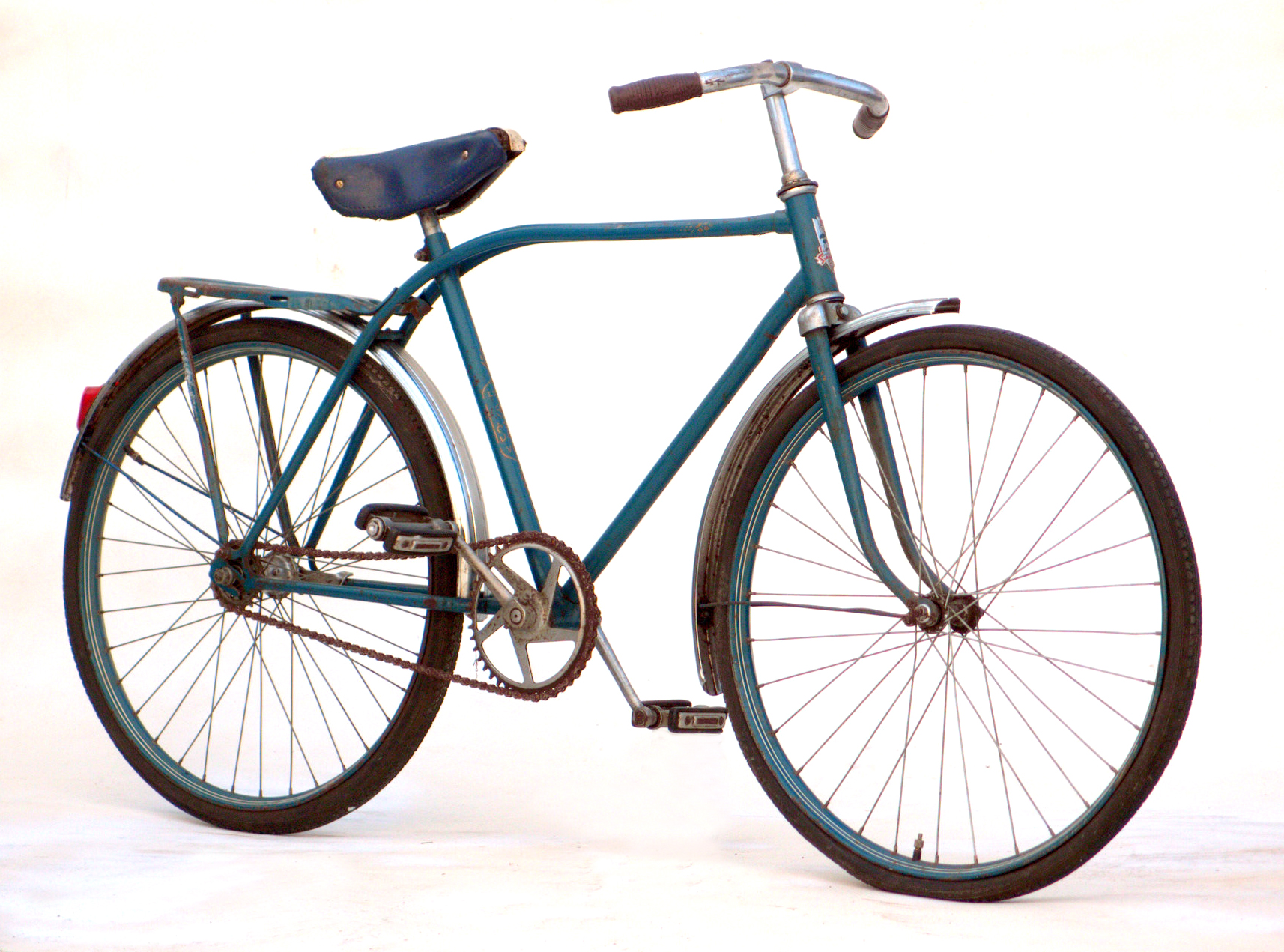
Велосипед В-72 «Орлёнок» производства Шяуляйского велосипедно-моторного завода «Вайрас» (1962)

«Орлёнок» (лит. Ereliukas) — советский массовый двухколёсный цельнорамный подростковый велосипед с колёсами диаметром 533 мм (24 дюйма), предназначенный для детей 7—14 лет.

## История
Минский мотоциклетно-велосипедный завод был создан на базе оборудования и станков велосипедных заводов, вывезенных из Германии в качестве военных репараций. Первой массовой продукцией нового предприятия в были велосипеды В-16 (мужской дорожный) и два подростковых велосипеда В-72 «Орлёнок» и В-82 «Ласточка». Эти модели были созданы по довоенным немецким образцам.
Велосипеды «Орлёнок» и «Ласточка» выпускались минским заводом с 1949 по 1951 год. В связи с освоением выпуска мотоцикла М-1М (копии немецкого DKW RT-125) производство подростковых велосипедов было передано на Шяуляйский велосипедно-моторный завод. Модель В-72 «Орлёнок» выпускали без значительных изменений конструкции с1951 по 1978 год. Затем было начато производство новой модели 171—812 с прямой верхней трубой рамы.
«Орлёнок» был своеобразным переходным типом от двухколёсного велосипеда для детей младшего школьного возраста «Ветерок» к дорожным велосипедам для взрослых. Так, рама поздней модификации «Орлёнка» является почти точно уменьшенной рамой модели В-110 (например, «Украина»), в то время как рамы ранних выпусков (до начала 1980-х годов) имели характерную выгнутую сдвоенную верхнюю трубу рамы, переходящую в верхние части перьев задней вилки. Такая рама нравилась не всем, поскольку при педалироварии приходилось шире расставлять ноги, что не всегда удобно (да и «жёсткость» рамы при этом снижалась). Но плюсом от использования двух труб меньшего диаметра (и с меньшей толщиной стенки) против одной трубы большего диаметра (как на большинстве «взрослых» велосипедов) был меньший вес: порядка 12 кг против 14—16.
Впоследствии «Орлёнок» (в некоторых модификациях) утратил «двутрубную» раму в пользу «классической» однотрубной. Это привело к повышению «жёсткости» рамы и увеличению веса модели почти до 15 кг.
Он был широко распространён среди детей среднего школьного возраста как символ начала приобщения ко «взрослым» велосипедам (по сравнению, например, со складными велосипедами «Кама» и т. п.).
Будучи того же класса, что и «Школьник» (правда, заметно больше последнего по размерам), «Орлёнок» тем не менее котировался намного выше своих конкурентов. Объяснялось это тем, что на «Орленке» применялась надежная втулка заднего колеса «Торпедо», такая же, как на «взрослых» дорожных велосипедах. На «Школьнике» же применялась втулка завода ГАЗ, быстро выходившая из строя.

## Модели
Выпускались две модели:
- «Эрелюкас» (лит. Ereliukas, рус. орлёнок) для мальчиков (с верхней трубой)
- «Крегждуте» (лит. Kregždutė, рус. ласточка) для девочек (женская рама).

Выпускался Шяуляйским велосипедно-моторным заводом (ШВМЗ) «Vairas» в Шяуляе Литовской ССР.
| Модель                                       | 171–831, 171–821 по ГОСТ 6693–74              |
| База, мм                                     | 975                                           |
| Высота рамы, мм                              | 440                                           |
| Руль                                         | поворотный, регулируемый по высоте            |
| Число зубьев ведущей звездочки               | 44                                            |
| Число зубьев ведомой звездочки               | 19                                            |
| Втулка заднего колеса                        | тормозная со свободным ходом                  |
| Размер шин, мм                               | 37–533 (24 × 1,5)                             |
| Цепь                                         | ПР 12, 7–900–2 по ГОСТ 13658–75 (100 звеньев) |
| Масса без принадлежностей и оборудования, кг | 12,5                                          |

## Название
Своё название модель велосипеда получила в честь песни «Орлёнок».